# Acinodendron atratum
Acinodendron atratum là một loài thực vật có hoa trong họ Mua. Loài này được (Wawra) Kuntze mô tả khoa học đầu tiên năm 1891.